# Els Virolets
Els Virolets és una coral que va néixer per iniciativa de la coral Nit de Juny de Palafrugell l'any 1983.
Actua habitualment a Palafrugell i comarca, en els concerts de Nadal, de Primavera i de Santa Cecília. Per celebrar els seus primers 20 anys, la coral va interpretar la Comèdia del Gall al Teatre Municipal de Palafrugell. El 2005 la coral va presentar un concert polífònic a L'Alguer. El 2008 varen actuar a la Basílica de Sant Marc a Venècia. El 2014, els Virolets Grans, van viatjar a Bergen (Noruega) al Festival Europa Cantat Junior.